# Jindřich Kàan z Albestů
Jindřich Kàan z Albestů (29. května 1852 Tarnopol, dnes Ternopil, Ukrajina – 7. března 1926 Roudná), uváděný též s počeštěným příjmením Káan, případně jako Jindřich z Káanů, Henri de Kàan nebo Heinrich von Kàan, byl český klavírní virtuos, hudební skladatel a pedagog. Byl žákem Josefa Proksche a Viléma Blodka. V letech 1889–1918 vyučoval klavírní hru na pražské konzervatoři, od roku 1907 tam zastával funkci ředitele; zasloužil se o zlepšení její umělecké úrovně i materiálního zajištění. Vytvořil koncertní transkripce českých skladeb (zejména Bedřicha Smetany), složil balety Bajaja a Olim.

## Život
Byl synem maďarského šlechtice, rytmistra v rakouské armádě. Když bylo Jindřichovi osm let, přestěhovala se rodina do Čech. O svém původu později uváděl, že je „Maďar předky, Polák rodištěm, Němec vychováním a Čech smýšlením a hudbou“.
Vedle studia na gymnáziu navštěvoval hudební kurzy nejprve v Prokšově škole, později u Viléma Blodka na pražské konzervatoři. Roku 1873 vstoupil na varhanickou školu, řízenou F. Z. Skuherským. Pod jeho vedením získal teoretické i praktické znalosti a začal komponovat.
V letech 1874 a 1875 poprvé vystoupil na veřejnosti — nejprve na benefiční akci na podporu chudých právníků, o rok později uspořádal samostatný koncert. Na obou zazněly některé jeho skladby. Stal se známým výkonným umělcem, jeho další kariéru v tomto směru ale ukončila nezvladatelná tréma.
Následujících osm let byl soukromým vychovatelem synů hraběte Fürstenberga na zámku v Lánech. Svými klavírními vystoupeními, z nichž některým naslouchal i korunní princ Rudolf, si získal znamenitou pověst ve šlechtických kruzích.
Roku 1884 se vrátil do Prahy a uspořádal koncert v Měšťanské besedě. Byl oceňovaný jako virtuos s velkou technickou zručností i hudební inteligencí. V roce 1889 se stal profesorem vyšší hry klavírní na pražské konzervatoři, od roku 1901 i učitelem komorní hudby. Vychoval řadu osobností, mezi jinými i svého nástupce Karla Hoffmeistera.
3. května 1891 se oženil s Boženou Leichtovou z Hojovic, o rok později se jim narodila dcera Aurelie Kaanová-Bubnová (30. října 1892 - 11. dubna 1957), pozdější klavírní virtuózka a pedagožka. 
Po smrti Karla Knittla se roku 1907 stal ředitelem konzervatoře. Zavedl nový systém praktického vyučování, zajistil zvýšení subvence a tím i učitelských platů. Roku 1909 otevřel mistrovskou školu jako nástavbu běžného středoškolského studia. Omezil počet koncertů a kladl důraz na jejich důkladné nastudování. Byl ale také nucen řešit praktické problémy spojené s vynuceným stěhováním po výpovědi z dosavadních prostor ze strany rakouského ministerstva financí. Svým důrazem na přísnou kázeň, docházku a pečlivé plnění všech povinností ze strany žáků i učitelů si ale kromě nesporných zásluh vytvořil také řadu nepřátel. Z ředitelské funkce odstoupil po zestátnění konzervatoře po roce 1918.

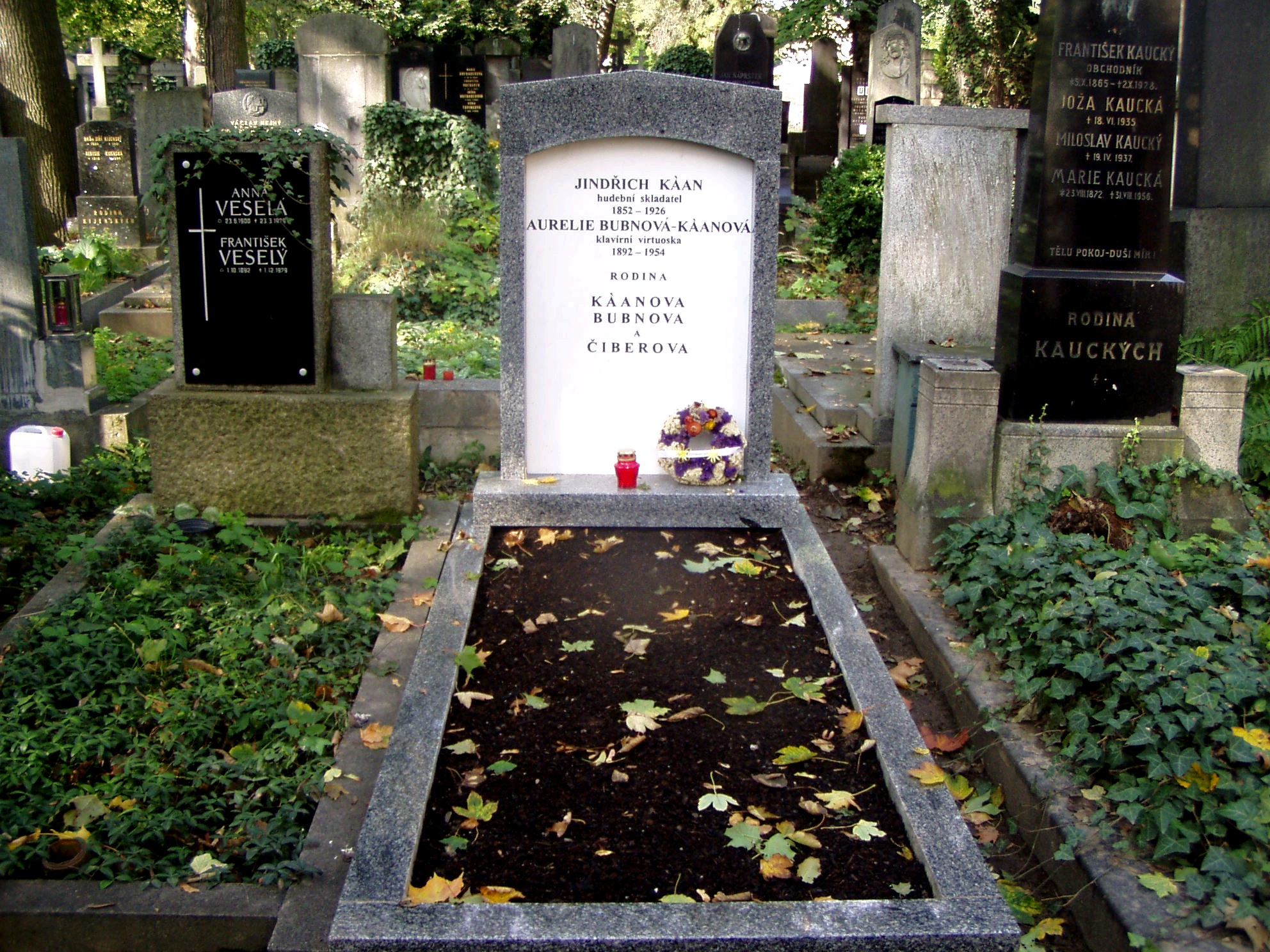
Hrob Jindřicha Kàana na hřbitově v Praze 5 - Malvazinky

Závěr života strávil v obci Roudná u Soběslavi. Zemřel tam 7. března 1926, pohřben byl v nedaleké obci Janov. V roce 1983 byla urna s jeho ostatky uložena do rodinného hrobu na pražský Hřbitov Malvazinky, hrob č. 238, sekce A II.

## Dílo
Během života byl proslulý klavírními transkripcemi českých skladeb, zejména Bedřicha Smetany, kterého tím velmi zpopularizoval, ale také Antonína Dvořáka a Viléma Blodka. Vydal v odborné revizi Smetanovu klavírní pozůstalost.
Jeho vlastní dílo bylo rozsáhlé, ale většího ocenění se nedočkalo. V Národním divadle i na dalších scénách se během jeho života hrály balety Bajaja a Olim. Skládal i komorní hudbu, písně a melodramy.
Roku 1913 vyšel jeho Postup při vyučování hře klavíru s dodatkem prof. Karla Hoffmeistera.